# Ahmet Eyüp Türkaslan
Ahmet Eyüp Türkaslan (11 tháng 9 năm 1994 — 7 tháng 2 năm 2023) là một cầu thủ bóng đá Thổ Nhĩ Kỳ thi đấu ở vị trí thủ môn cho Osmanlıspor mượn từ Bugsaşspor.

## Sự nghiệp chuyên nghiệp
Ahmet ra mắt chuyên nghiệp cho Osmanlıspor trong trận thua 4-0 trước Beşiktaş ngày 3 tháng 6 năm 2017.